# Naked Truth
Naked Truth è il sesto album in studio della cantante tedesca Jeanette Biedermann, pubblicato nel 2006 a nome Jeanette.

## Tracce
1. All New – 5:02
2. Moonshinenight – 3:42
3. Bad Girls Club – 3:23
4. I'm Alive – 4:26
5. Burn – 3:21
6. Get Freaky – 3:04
7. Heat of That Summer – 3:44
8. Heatwave in July – 3:18
9. L.A. (City of Angels) – 2:58
10. It's Not O.K. (The Poor Little Thing) – 3:30
11. Endless Love – 3:26
12. Hurt – 4:09
13. Frozen Sun – 4:05
14. It's Alright – 2:48
15. Naked Truth – 3:51
16. Nightmare – 3:35
17. Desktop Player

Limited deluxe edition
1. Run with Me – 3:57
2. Shine On – 3:41
3. Hearts Burning Down – 4:16
4. Interview
5. Recording Naked Truth
6. "Bad Girls Club" music video
7. Making of "Bad Girls Club"
8. "Endless Love" music video
9. Making of "Endless Love"
10. Jeanette on the Road
11. Jeanette's Hairstyling
12. DRK Spot